# Wang Juan (atleta)
Wang Juan (汪涓S) (3 settembre 1975) è un'ex atleta paralimpica cinese che ha gareggiato nella categoria T44.

## Biografia
Wang ha vinto due medaglie di bronzo a Sydney 2000 nelle gare dei 100 e 200 metri. Ad Atene 2004, conquista l'argento nella gara di salto in lungo mentre a Pechino 2008 vince una medaglia di bronzo nella gara dei 100 metri.
Wang Juan e altri atleti paralimpici cinesi hanno preso parte al film cinese del 1997, Colors of the Blind.

## Palmarès
| Anno | Manifestazione     | Sede    | Evento                | Risultato | Prestazione | Note |
| ---- | ------------------ | ------- | --------------------- | --------- | ----------- | ---- |
| 2000 | Giochi paralimpici | Sydney  | 100 m piani T44       | Bronzo    | 14"32       |      |
| 2000 | Giochi paralimpici | Sydney  | 200 m piani T44       | Bronzo    | 29"40       |      |
| 2004 | Giochi paralimpici | Atene   | Salto in lungo F44/46 | Argento   | 4,59 m      |      |
| 2008 | Giochi paralimpici | Pechino | 100 m piani T44       | Bronzo    | 13,75 m     |      |